# Katima quoi
 (mai 2025).
 (juin 2021).
Katima quoi est un livre écrit par le sénateur canadien Jacques Hébert, paru en 2001 et illustré de 142 photos par Anthony Loring.

## Résumé
Jacques Hébert, fondateur du programme Katimavik, décide de traverser le Canada pour vérifier si le programme répond toujours aux besoins des participants et des communautés du pays qui les accueillent. Ce périple de 25 000 kilomètres, à la rencontre des participants de 2001, fait découvrir le programme aux curieux, donne le goût aux jeunes de participer et pour les anciens participants donne la chance de se rappeler leur expérience.
Katima... quoi? La plupart des Canadiens ne savent pas ce que signifie Katimavik et ne connaissent même pas le programme. La traversée de Jacques Hébert avait pour but de sensibiliser les Canadiens sur Katimavik et ses bienfaits sur la société.
Tous les profits du livre sont versés au programme Katimavik.